# Vic Mennen
Victor (Vic) Mennen (Lommel, 17 september 1940) is een plaatsnaamkundige uit België.

## Leven en werk
Mennen studeerde in 1963 af als licentiaat in de Germaanse Filologie met een studie van de Lommelse plaatsnamen. Hij werd leraar Engels en Nederlands.
In 1987 behaalde hij zijn doctoraat met de verhandeling Toponymie van de vrijheid Lommel. Hiermee werd hij summa cum laude doctor in de Germaanse Filologie en verdiende hij de Prijs voor Taalkunde van de Koninklijke Academie voor Nederlandse Taal en Letteren. Deze doctoraatsthesis herwerkte hij in 1992 tot Van Vriesput tot Klein Duitsland. Acht eeuwen Lommelse plaatsnamen. Dit boek werd bekroond met de provinciale Veldeke-Leenprijs.
In 2002 verscheen van zijn hand de Toponymie van Eksel. In 2004 werd de Toponymie van Hechtel voorgesteld. Het zijn twee lijvige edities in de reeks Nomina Geographica Flandria.
De Lommelse naamkundige is lid van de Koninklijke Commissie voor Toponymie en Dialectologie, het Instituut voor Naamkunde en Dialectologie en de Vereniging voor Limburgse Dialect- en Naamkunde. Hij is ook protagonist van de stedelijke adviescommissie voor straatnaamgeving.